# Rufolychnia borencona
Rufolychnia borencona là một loài bọ cánh cứng trong họ Đom đóm (Lampyridae). Loài này được Leng & Mutchler miêu tả khoa học năm 1922.